# Imortal Basket Club
O Imortal Basket Club é uma equipa profissional de basquetebol localizada na cidade de Albufeira, Portugal que atualmente disputa a Liga Portuguesa de Basquetebol. Foi fundado no dia 24 de junho de 2011, e realiza os seus jogos no Pavilhão Municipal de Albufeira com capacidade de 1.500 espectadores, onde nunca falta o apoio da claque Raça Vermelha.

## Resultados por temporada
| Temporada | Nível | Liga    | Posição | Pós-temporada    |
| --------- | ----- | ------- | ------- | ---------------- |
| 2016–17   | 3     | CNB1    | 1       | Promovido        |
| 2017-18   | 2     | Proliga | 1       | Promovidocampeão |
| 2018-19   | 1     | LPB     | 12      | Despromovido     |
| 2019-20   | 2     | Proliga | 1       | Promovidocampeão |
| 2020-21   | 1     | LPB     | 3       |                  |

fonte:eurobasket.com